# Ihtamir járás
Ihtamir járás (mongol nyelven: Ихтамир сум) Mongólia Észak-Hangáj tartományának egyik járása. Területe 4800 km². Népessége kb. 5247 fő.
Székhelye Dzánhosú (Заанхошуу), mely 27 km-re fekszik Cecerleg tartományi székhelytől.